# Gigantinho Arena
Gigantinho Arena – sportowa arena znajdująca się w Porto Alegre (Brazylia). Posiada 7200 metrów kwadratowych i może pomieścić 12 864 ludzi podczas wydarzeń sportowych i 14 586 podczas koncertów.

## Wydarzenia sportowe
W 1996 r. na obiekcie odbył się Międzynarodowy Puchar Kontynentalny Futsal.
W 1997 r. na obiekcie odbył się mecz tenisowy pomiędzy Brazylijczykiem Gustavo Kuerten a Chilijczykiem Marcelo Rios.
W 2009 r. na obiekcie odbył się mecz eliminacyjny do południowoamerykańskich mistrzostw w piłce nożnej: Brazylia – Ekwador.

## Artyści występujący na Gigantinho Arena
Na arenie występowali następujący artyści: A-ha, Avril Lavigne, B.B. King, Bad Religion, Bill Haley, Black Sabbath, Bob Dylan, The Cure, Deep Purple, Destruction, Echo & the Bunnymen, Edgar Winter, Eric Clapton, Evanescence, Genesis, Green Day, Hanson, Harlem Globetrotters, The Hellacopters, Hilsong United, Information Society, Iron Maiden, James Taylor, Jethro Tull, Jonas Brothers, Judas Priest, Kiss, Laura Pausini, Lauren Harris, Leon Russell, Linkin Park, Living Colour, Mark Knopfler, Menudo, Motorhead, Mudhoney, New Order, Nightwish, Oasis, The Offspring, Ozzy Osbourne, Pearl Jam, Queen + Adam Lambert, Quiet Riot Rage, Ramones, Ray Conniff, RBD, Red Hot Chili Peppers, Rick Wakeman, Ringo Starr, Robert Plant, Roxette, Carlos Santana, Scorpions, Skid Row, Thalía, The 69 Eyes, Van Halen, Whitesnake.